# 三角頭鏟吻油鯰
三角頭鏟吻油鯰，為輻鰭魚綱鯰形目長鬚鯰科的其中一種，分布於南美洲马代拉河及塔帕若斯河流域，體長可達50.7公分，棲息在河川底水域，屬肉食性，生活習性不明。

## 擴展閱讀
維基物種上的相關：三角頭鏟吻油鯰